# Ronde van Haut-Anjou
De Tour du Haut-Anjou was een Franse meerdaagse wielerwedstrijd die werd gehouden in de Franse departementen Mayenne en Maine-et-Loire. De koers werd voor het eerst verreden in 2001 en was tot 2006 een wedstrijd voor amateurs. Vanaf 2007 werd de Tour du Haut-Anjou opgenomen in de UCI Europe Tour, in de categorie 2.2U voor wielrenners onder 23 jaar. Door financiële problemen wordt de wedstrijd sinds 2010 niet meer georganiseerd.

## Lijst van winnaars

### Overwinningen per land
| Overwinningen | Land                            |
| ------------- | ------------------------------- |
| 5             | Frankrijk                       |
| 2             | Nederland                       |
| 1             | Nieuw-Zeeland, Verenigde Staten |